# Commandants des armées françaises de la Première Guerre mondiale
Cet article présente la liste des généraux français, commandants en chef des armées françaises et interalliées, commandants des groupes d'armées et commandants des armées pendant la Première Guerre mondiale.

## Généraux en chef

### Généraux en chef des armées françaises (front de France)

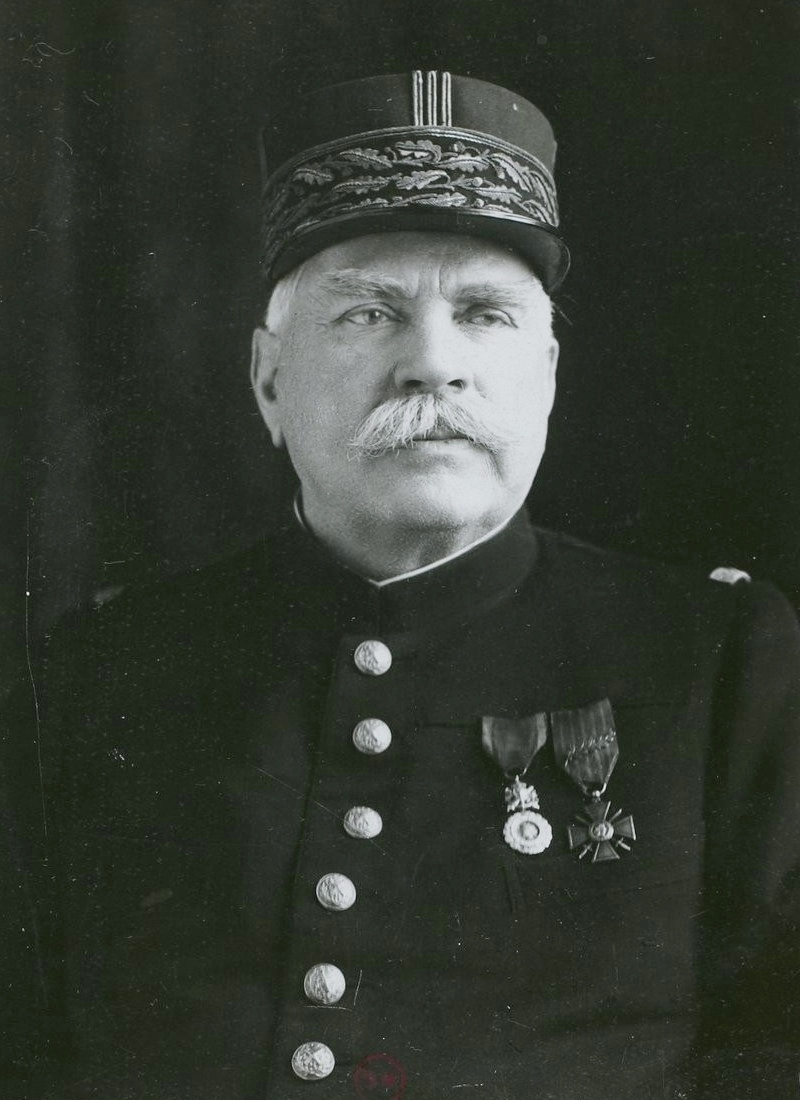
Joffre, général en chef des armées françaises de 1914 à 1916.
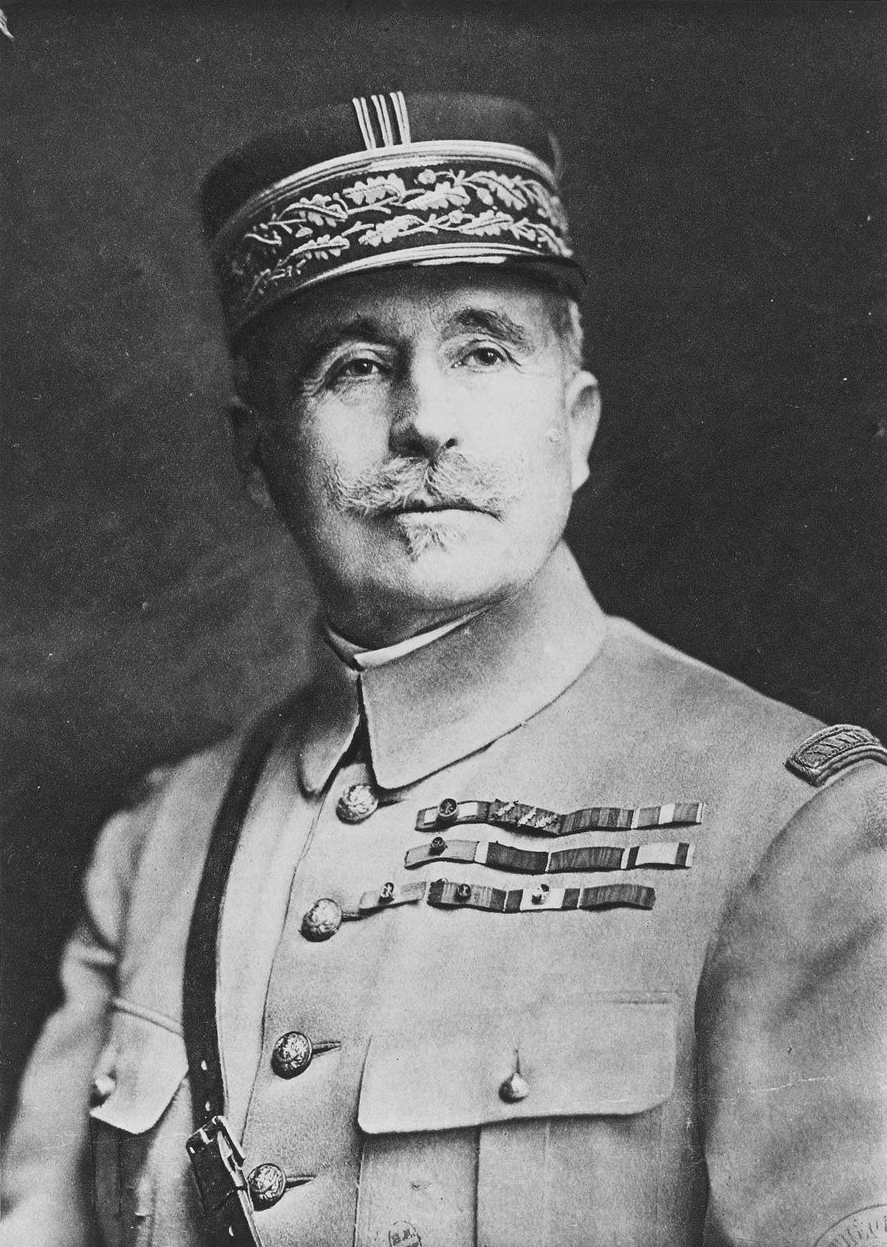
Nivelle, général en chef des armées françaises de décembre 1916 à mai 1917.
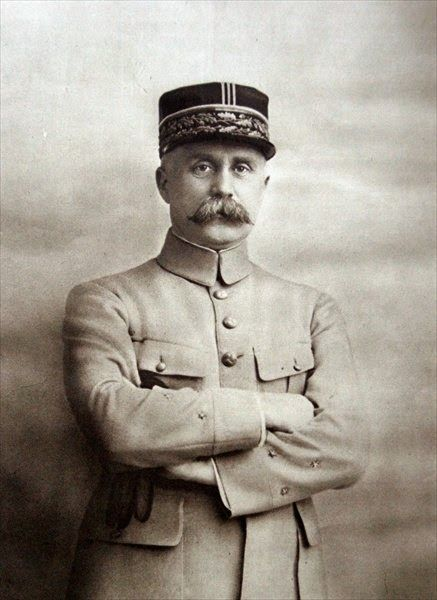
Pétain, général en chef des armées françaises à partir de mai 1917.
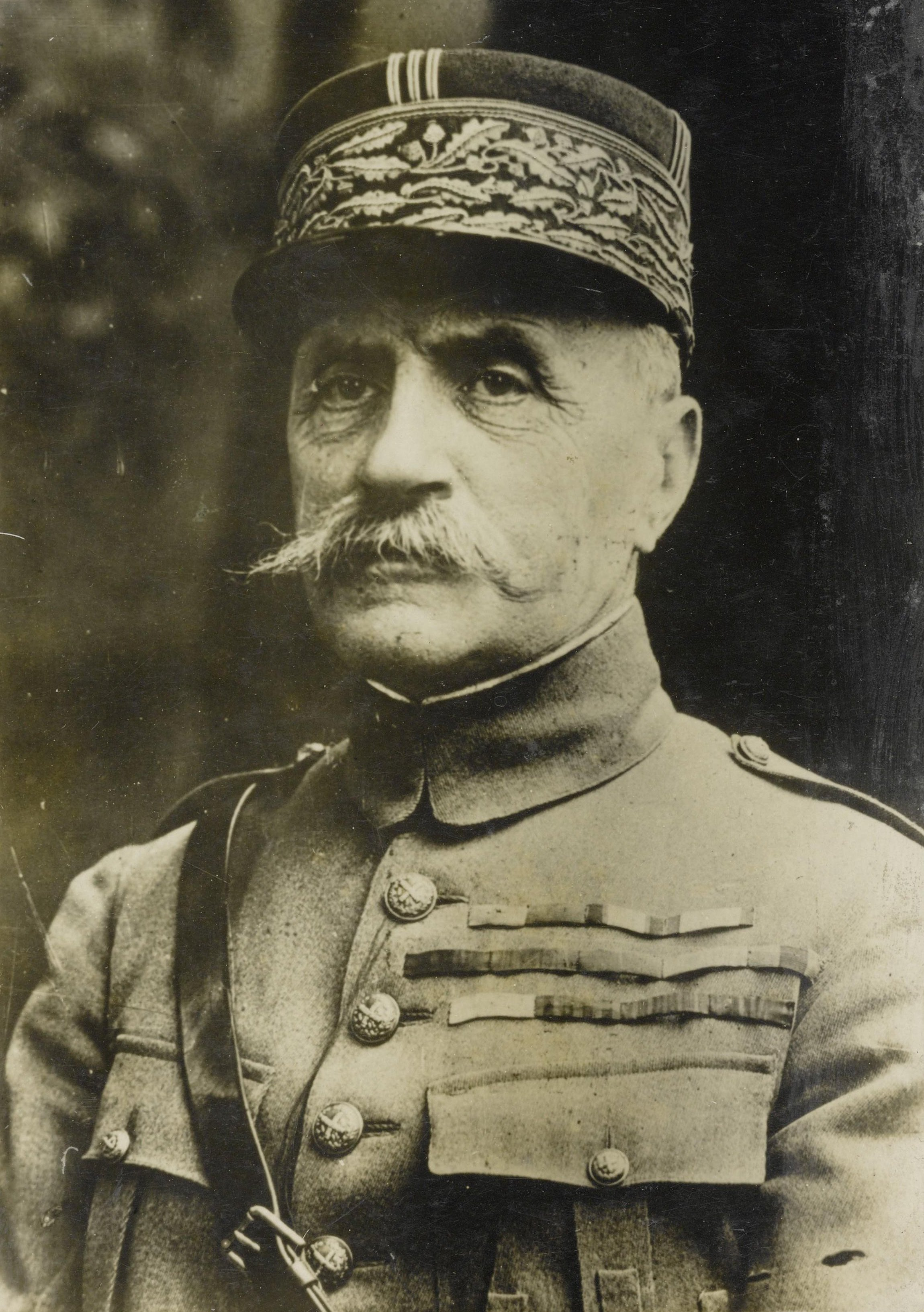
Foch, général en chef des armées alliées à partir d'avril 1918.

- Général Joffre : 2 août 1914, commandant en chef des armées du Nord et du Nord-Est  puis « commandant en chef des armées françaises » à partir du décret du 2 décembre 1915 qui étend son autorité à l’armée française d’Orient nouvellement constituée[1].
- Général Nivelle : 17 décembre 1916, commandant en chef des armées du Nord et du Nord-Est. Le commandant des armées du Nord et du Nord-Est et celui de l’armée française d’Orient redeviennent indépendants l’un de l’autre. La fonction « commandant en chef des armées françaises » est annulée le 26 décembre 1916[2].
- Général  Pétain : 15 mai 1917, commandant en chef des armées du Nord et du Nord-Est[2].

### Général en chef des armées alliées (front de France)

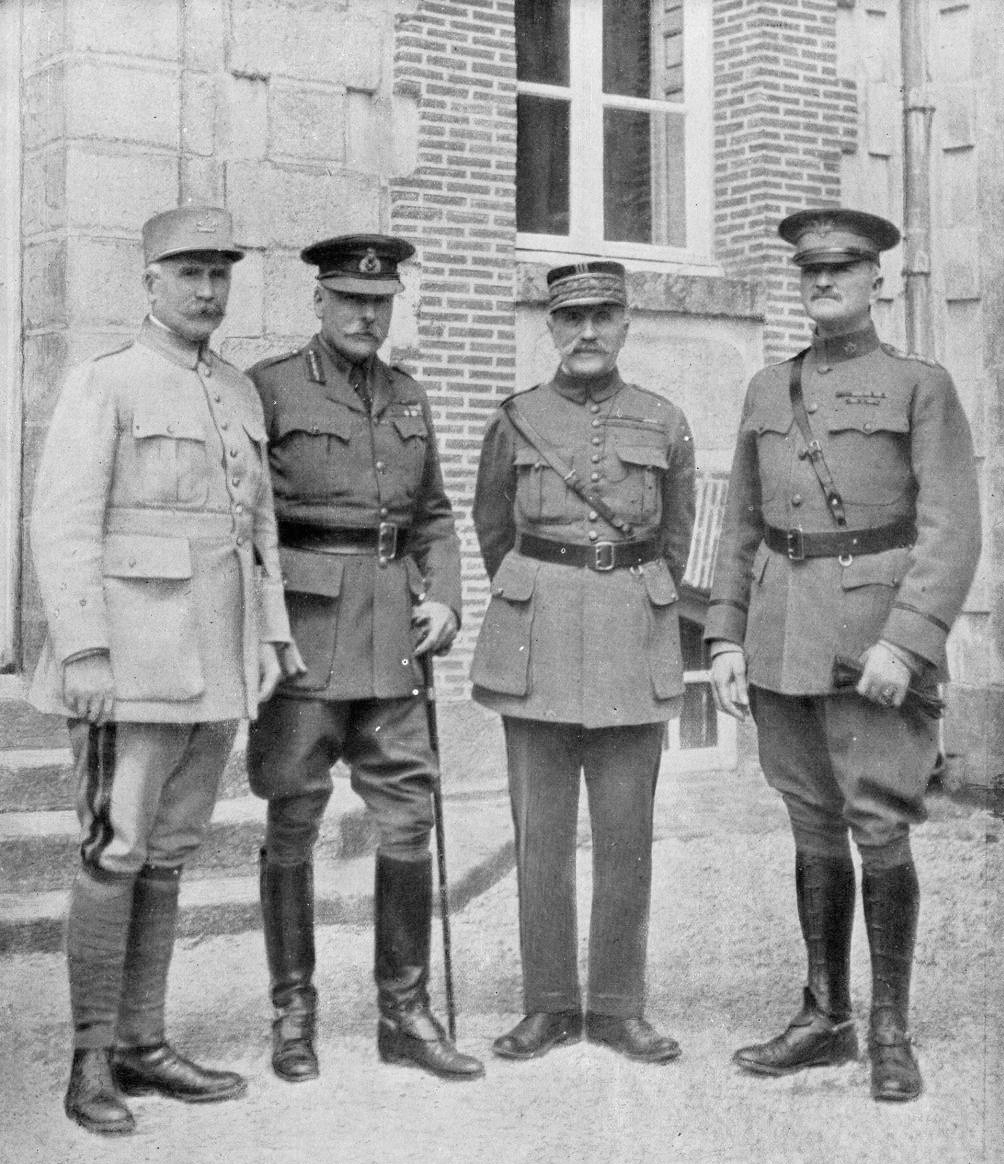
Pétain, Haig, Foch, et Pershing, en 1918.

- Général Foch : 14 avril 1918. Foch devient le « général en chef des armées alliées en France ». Le général Pétain conserve son rôle de général en chef de l'armée française, mais passe de fait sous les ordres de Foch[3]. Les généraux Douglas Haig, commandant le corps expéditionnaire britannique (BEF) et John Pershing, commandant le corps expéditionnaire américain (AEF), passent également sous les ordres de Foch à partir de cette date.

### Généraux en chef des armées alliées (front d'Orient ou des Balkans)[4]

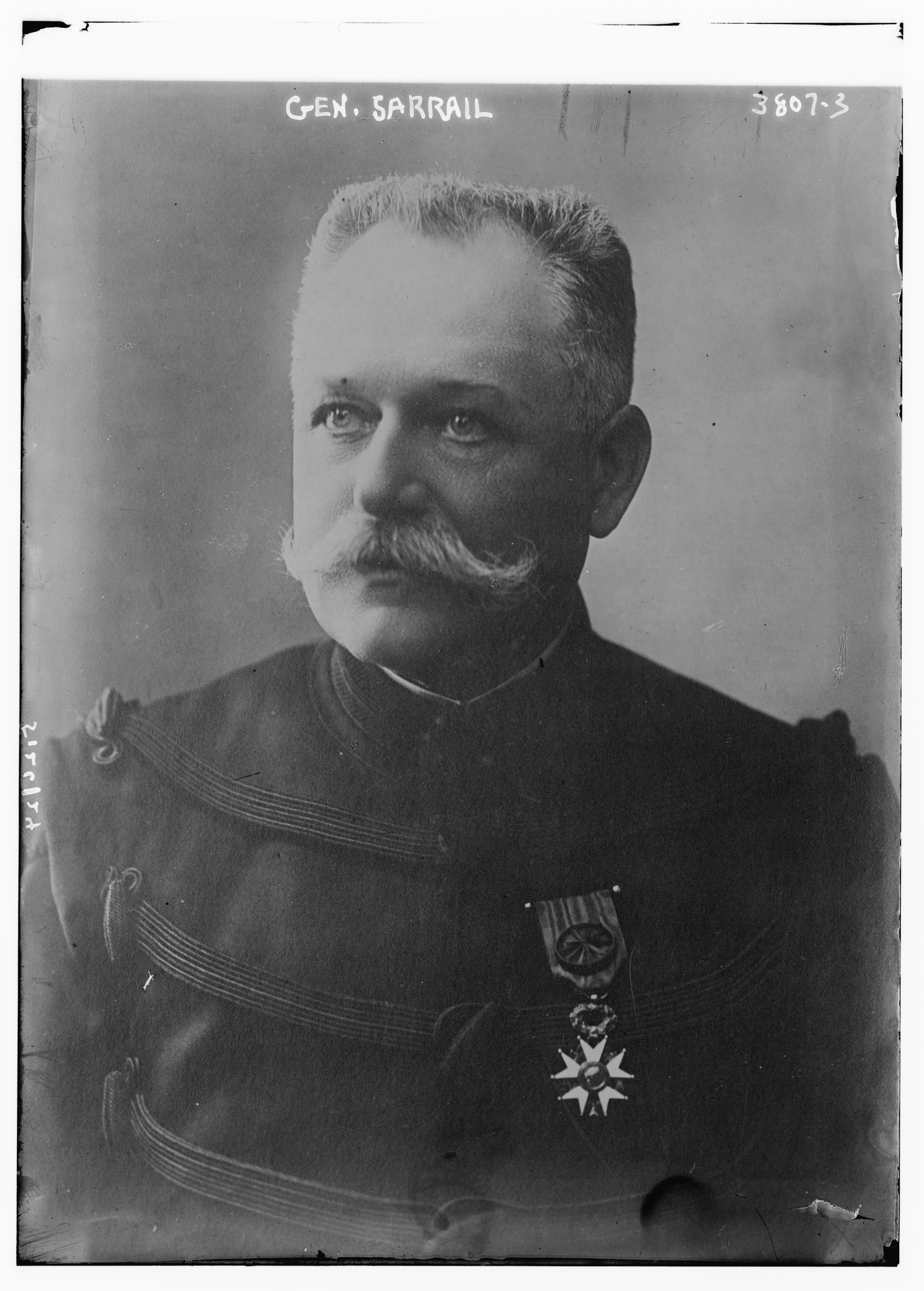
Sarrail, général en chef des armées alliées d'Orient d'août 1916 à décembre 1917.
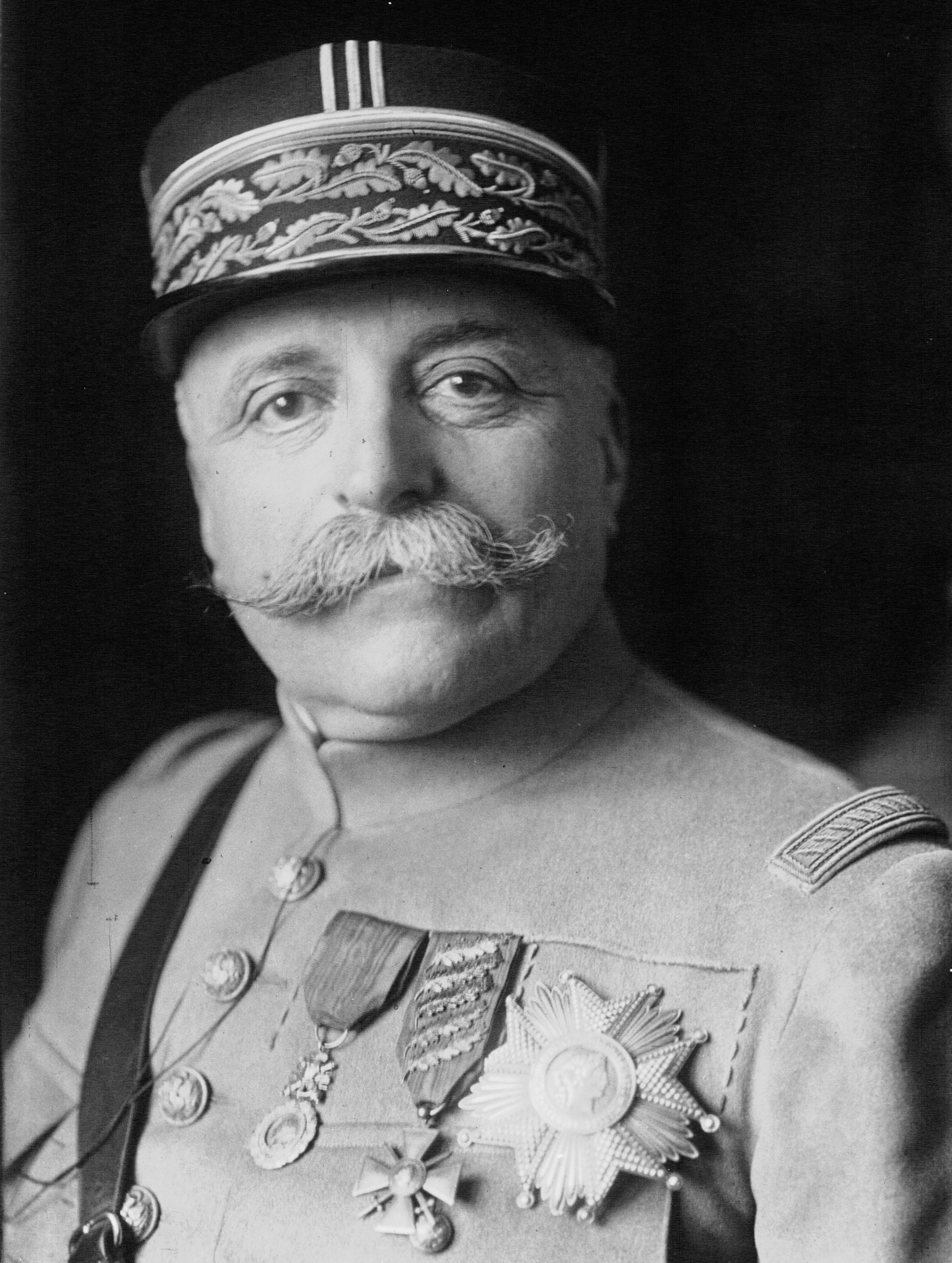
Guillaumat, général en chef des armées alliées d'Orient de décembre 1917 à juin 1918.
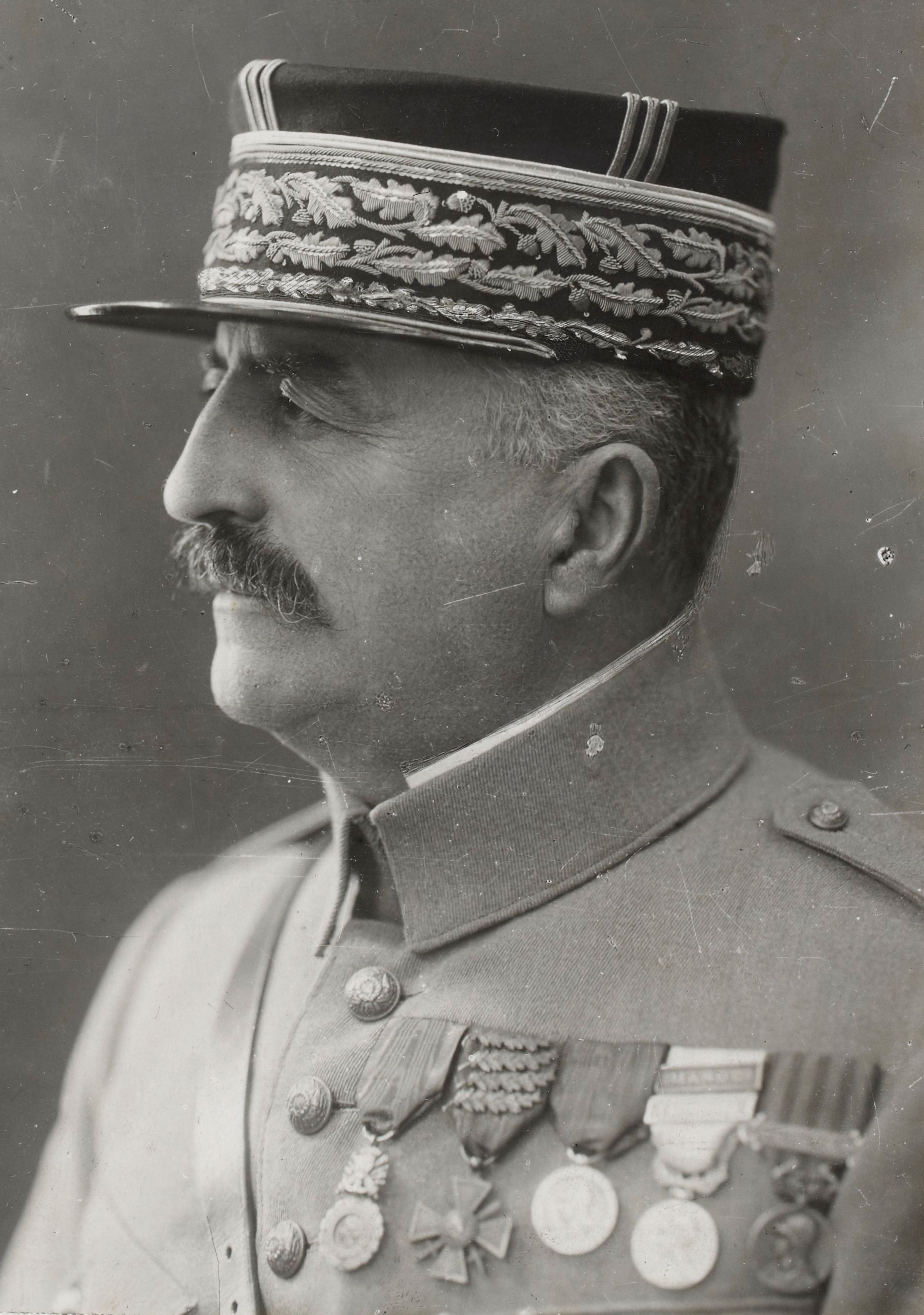
Franchet d’Espèrey, général en chef des armées alliées d'Orient à partir de juin 1918.

À partir d'août 1916, le général Commandant en chef des Armées Alliées en Orient (CAA) commande les armées alliées d’Orient (AAO) dont l’armée française d’Orient (AFO).
- Général Sarrail : 11 août 1916
- Général Guillaumat : 15 décembre 1917
- Général Franchet d’Espèrey : 17 juin 1918

## Généraux de groupe d'armées
Les 9 généraux ayant commandé un groupe d'armées sont de Castelnau, Dubail, Fayolle, Foch, Franchet d'Espèrey, Langle de Cary, Maistre, Micheler et Pétain.

### Groupe d'armées du Nord[5]
- Général Foch : 4 octobre 1914 - 27 décembre 1916.
- Général Franchet d'Espèrey : 27 décembre 1916 - 10 juin 1918.
- Général Maistre : 10 juin 1918 - 6 juillet 1918.

### Groupe d'armées du Centre[6]
- Général de Castelnau : 22 juin 1915 - 12 décembre 1915.
- Général Langle de Cary : 12 décembre 1915 - 2 mai 1916.
- Général Pétain : 2 mai 1916 - 4 mai 1917.
- Général Fayolle : 4 mai 1917 - 1er décembre 1917.
- Général Maistre : 6 juillet 1918 - armistice.

### Groupe d'armées de l'Est[7]
- Général Dubail : 5 janvier 1915 - 31 mars 1916.
- Général Franchet d'Espèrey : 31 mars 1916 - 27 décembre 1916.
- Général de Castelnau : 27 décembre 1916 - 21 janvier 1917.
- Général Foch : 21 janvier 1917 - 31 mars 1917.
- Général de Castelnau : 31 mars 1917 - armistice.

### Groupe d'armées de réserve(ou de rupture)[8]
- Général Micheler : 1er janvier 1917 - 8 mai 1917.
- Général Fayolle : 23 février 1918 - armistice.

### Groupe d'armées des Flandres(ou Groupement des Flandres du 12 septembre au 15 octobre 1918)[9]
- Albert Ier, roi des Belges : 12 septembre 1918 - 18 novembre 1918.

## Généraux d'armées
Les 45 généraux ayant commandé une armée (CEO/AFO inclus) sont Anthoine, Bailloud, Baucheron de Boissoudy, Berthelot, Buat, Cordonnier, d’Amade, de Maud'huy, de Mitry, 
de Villaret, Debeney, Degoutte, Deprez, 
Dubail, Dubois, Duchêne, Durand, d'Urbal, de Castelnau, Fayolle, Foch, Franchet d'Espèrey, 
Gérard, Gouraud, Grosseti, Guillaumat, Henrÿs, Hirschauer, Humbert, Langle de Cary, Lanrezac, Leblois, 
Maistre, Mangin, Maunoury, Mazel, Micheler, Nivelle, Pau,  Pétain, Putz, Régnault, Roques, Ruffey et Sarrail.

### 1reArmée[10]
- Général Dubail : mobilisation - 5 janvier 1915.
- Général Roques : 5 janvier 1915 - 25 mars 1916.
- Général Mazel : 25 mars 1916 - 31 mars 1916.
- Général  Gérard : 31 mars 1916 - 31 décembre 1916.
- Général Fayolle : 31 décembre 1916 - 6 mai 1917.
- Général Micheler : 6 mai 1917 - 1er juin 1917.
- Général Gouraud : 1er juin 1917 - 15 juin 1917.
- Général Anthoine : 15 juin 1917 - 21 décembre 1917.
- Général Debeney : 21 décembre 1917 - armistice.

### 2earmée[11]
- Général de Castelnau : mobilisation - 21 juin 1915.
- Général  Pétain : 21 juin 1915 - 1er mai 1916.
- Général Nivelle : 1er mai 1916 - 15 décembre 1916.
- Général Guillaumat : 15 décembre 1916 - 11 décembre 1917.
- Général Hirschauer : 11 décembre 1917 - armistice.

### 3earmée[12]
- Général Ruffey : mobilisation - 30 août 1914.
- Général Sarrail : 30 août 1914 - 22 juillet 1915.
- Général Humbert : 22 juillet 1915 - armistice.

### 4earmée[13]
- Général de Langle de Cary : mobilisation - 11 décembre 1915.
- Général Gouraud : 11 décembre 1915 - 19 décembre 1916.
- Général Fayolle : 19 décembre 1916 - 31 décembre 1916.
- Général Roques : 31 décembre 1916 - 23 mars 1917.
- Général Anthoine : 23 mars 1917 - 15 juin 1917.
- Général Gouraud : 15 juin 1917 - armistice.

### 5earmée[14]
- Général Lanrezac : mobilisation - 3 septembre 1914.
- Général Franchet d'Espèrey : 3 septembre 1914 - 31 mars 1916.
- Général Mazel : 31 mars 1916 - 22 mai 1917.
- Général Micheler : 22 mai 1917 - 10 juin 1918.
- Général Buat : 10 juin 1918 - 5 juillet 1918.
- Général Berthelot : 5 juillet 1918 - 7 octobre 1918.
- Général Guillaumat : 7 octobre 1918 - armistice.

### 6earmée[15]
- Général Maunoury : 26 août 1914 - 13 mars 1915.
- Général Dubois : 13 mars 1915  - 26 février 1916.
- Général Fayolle : 26 février 1916 - 19 décembre 1916.
- Général Mangin : 19 décembre 1916 - 4 mai 1917.
- Général Maistre : 4 mai 1917 - 11 décembre 1917.
- Général Duchêne : 11 décembre 1917 - 10 juin 1918.
- Général Degoutte : 10 juin 1918 - armistice.

### 7earmée[16]
- Général Putz : 8 décembre 1914 - 2 avril 1915.
- Général de Maud'huy : 2 avril 1915 - 3 novembre 1915.
- Général de Villaret : 3 novembre 1915 - 19 décembre 1916.
- Général Debeney : 19 décembre 1916 - 4 avril 1917.
- Général Baucheron de Boissoudy : 4 avril 1917 - 15 octobre 1918.
- Général Humbert : 15 octobre 1918 - 23 octobre 1918.
- Général de Mitry : 23 octobre 1918 - armistice.

### 8earmée[17]
- Général d'Urbal : 20 octobre 1914 - 2 avril 1915.
- Général Humbert : 9 mars 1915 - 24 juillet 1915.
- Général Gérard : 24 juillet 1915 - 5 novembre 1915.
- Général Deprez : 5 novembre 1915 - 31 décembre 1916.
- Général Gérard : 31 décembre 1916 - armistice (commandant la 8e armée jusqu'au 12 octobre 1919).

### 9earmée[18]
- Général Foch : 29 août 1914 - 5 octobre 1914.
- Général de Mitry : 6 juillet 1918 - 7 août 1918.

### 10earmée[19]
- Général de Maud'huy : 3 octobre 1914 - 2 avril 1915.
- Général d'Urbal : 2 avril 1915 - 4 avril 1916.
- Général Micheler : 4 avril 1916 - 27 décembre 1916.
- Général Duchêne : 27 décembre 1916 - 11 décembre 1917.
- Général Maistre : 11 décembre 1917 - 10 juin 1918.
- Général Mangin : 10 juin 1918 -
- Général  Humbert, remplace le général Mangin pendant l'offensive des Ardennes ( Ed Quillet: La guerre du droit tome III).

### Armée des Alpes[20]
- Général d'Amade : mobilisation - 17 août 1914.

### Armée d'Alsace[21]
- Général Pau : 10 août 1914 - 28 août 1914.

### Armée de Lorraine[22]
- Général Durand : 17 août 1914 - 21 août 1914.
- Général Maunoury : 21 août 1914 - 27 août 1914.

### Armée d'Orient(CEO puis AFO à partir d'août 1916)

#### Corps expéditionnaire d'Orient (CEO)[23]
- Général d’Amade : 22 février 1915
- Général Gouraud : 14 mai 1915
- Général Bailloud : 1er juillet 1915
- Général Sarrail : 4 octobre 1915

#### Armée française d'Orient (AFO)[24]
- Général Cordonnier : 11 août 1916
- Général Leblois : 19 octobre 1916
- Général Grosseti : 1er février 1917
- Général Régnault : 30 septembre 1917
- Général Henrÿs : 31 décembre 1917 - avril 1919

## Sources
- Armées Françaises dans la Grande Guerre (AFGG), service historique de l'armée, 1922-1939. 107 volumes en ligne sur le site Mémoire des hommes et précis et annexes en ligne sur Gallica. « Publiée de 1922 à 1939, cette collection monumentale présente 107 volumes où se mêlent récits, documents et cartes des opérations menées par les armées françaises en 1914-1918. Elle est l’œuvre du Service historique de l’armée, créé spécialement en 1919 pour sa rédaction. ».